# EGovernment – Verwaltung Digital
eGovernment – Verwaltung Digital ist eine deutsche Fachzeitschrift für Informationstechnik. Sie richtet sich an die IT- und E-Government-Entscheider in Bund, Land und Kommune, um die öffentlichen Einrichtungen über die digitale Informationsverarbeitung im Public Sector zu informieren. Neben der Fachzeitschrift und Website veranstaltet sie den eGovernment Summit und publiziert den Podcast „Unbürokratisch“. Die erste Ausgabe erschien im November 2001 zur Kongress-Fachmesse „Moderner Staat“.
Die Publikation gibt einen Überblick über aktuelle Technologien und politische Entwicklungen rund um die Themen Verwaltungsdigitalisierung, eGovernment und IT-Sicherheit im Public Sector.
eGovernment erscheint bei den Vogel IT-Medien in Augsburg, ein Tochterunternehmen der Vogel Communications Group.